# 日産・サニー店
日産・サニー店（にっさん・サニーてん）は、かつて存在した日産自動車の販売チャネル（ディーラー）の一つ。

## 概要
その名の通りサニーを中心とした大衆車をメインにラインナップしていた販売系列であり、サニーが誕生した1966年に設立された（全国展開の過程では、サニー店が開業するまでは同地域の日産店・モーター店・プリンス店でサニーを取り扱っていた）。 広告上では「サニー販売会社」と表記されていた。 
70年代後半～80年代前半には「若いハートの日産サニー」というキャッチコピーを使用し、主力車種のサニー・シルビア・スタンザの3車種で「THE TRIO」というキャッチコピーも使用していた。
また90年代後半には、ニュース、ニュースのサニー店というキャッチコピーを使用していた。
1999年4月には、日産自動車の販売系列が従来の4系列（5系列）から2系列へ統合されたことに伴い、プリンス店、サニー店、チェリー店と系列を統合し「レッドステージ」となり、従来のサニー店では同時に「サティオ店」に改称し現在でも多くの販売会社で使われている。

## 取扱車種

### 1999年3月時点の取扱車種
太字の車種は、2025年現在も日産全店で販売されている。また、斜体の車種は、他車と併売されていた。  

#### 乗用車系

##### セダン
- レパード - 4代目（JY33）のみ日産店、プリンス店（一部地域のみ）との併売。3代目（JY32型）以前は日産店の専売車種であった。
- スカイライン - プリンス店との併売車種。99年1月8日から取り扱い開始[1]
- プリメーラ・カミノ - 初代プリメーラ（P10）はプリンス店との併売だった。P11へのモデルチェンジ時に、サニー店向けモデルを外観を一部変更した上でプリメーラカミノとして独立させた
- プレセア - モーター店との併売車種。
- サニー

##### ハッチバック
- ルキノハッチ
- マーチ - 初代（K10）は日産店・チェリー店と併売されていた。二代目以降は全店併売車種となったため他の系列店でも販売された。
- キューブ - 全店併売のため車種のため他の系列店でも販売された。
- ティーノ - プリンス店との併売。

##### スポーツカー
- スカイラインGT-R- プリンス店、チェリー店との併売。R34型のみ販売
- シルビア - 7代目（S15型）はプリンス店との併売。4代目（S12型）の後期モデル、5代目（S13型）、6代目（S14型）はモーター店との併売。4代目（S12型）の前期モデル以前はサニー店の専売車種であった。
- ルキノクーペ

##### ステーションワゴン
- ステージア- 99年1月8日からモーター店・プリンス店との併売。[1]
- セフィーロワゴン - 98年12月22日までの取り扱い。日産店との併売車種。
- プリメーラ・カミノワゴン
- ウイングロード - 日産店・プリンス店との併売。

##### SUV・1BOX・ミニバン
- ミストラル - プリンス店との併売。
- ルネッサ - 日産店との併売。
- ラシーン - 全店併売のため車種のため他の系列店でも販売された。
- ルキノS-RV
- ラルゴ - 日産店・プリンス店との併売。
- セレナ - 初代は日産店、一部の販売会社を除いたプリンス店でも販売していたが、2代目はプリンス店との併売。

#### 商用車系

##### ライトバン
- ADバン - 日産店・プリンス店との併売。

##### 1BOXバン
- バネットバン - 日産店・プリンス店との併売。

##### トラック
- バネットトラック - 日産店・プリンス店との併売。

### 1999年3月以前に販売終了した車種

#### 乗用車系

##### セダン
- スタンザ  - プリメーラの販売開始に伴い販売終了。
- フォルクスワーゲン・サンタナ
- フォルクスワーゲン・パサート - 日産とVWの提携が解消されたことにより販売終了。
- セフィーロ - 日産店との併売車種。A33型へのフルモデルチェンジに伴い、一部の販売会社を除き取り扱いを終了。

##### ハッチバック
- サニーカリフォルニア - ウイングロードの販売開始に伴い販売終了。

##### スポーツカー
- サニーRZ-1 - NXクーペの販売開始に伴い販売終了。
- NXクーペ - ルキノクーペの販売開始に伴い販売終了。

##### ステーションワゴン
- ADワゴン - ウイングロードの販売開始に伴い販売終了。

#### 商用車系

##### トラック
サニートラック - 3代目バネットトラック（S20型）販売開始に伴い販売終了。

### 日産サニー高知販売のみ販売
1993年より高知日産プリンス販売が発足により旧高知日産自動車が取り扱っていた以下のモーター系販売車種（併発車種含む）が移管された。
- シーマ
- インフィニティQ45
- セドリック
- ローレル
- クルー
- ステージア
- アベニール
- サファリ
- テラノレグラス
- キャラバンエルグランド
- プレーリーリバティ
- アベニールカーゴ
- キャラバン
- アトラス
- シビリアン